# Yellow Ranger (album)
Yellow Ranger é o álbum de estreia da rapper sino-americana Awkwafina, lançado em 11 de fevereiro de 2014. O nome é uma referência a Trini Kwan do seriado Mighty Morphin Power Rangers de 1993, que é asiática assim como a rapper. O álbum foi apresentado como feminista faixa e incluiu músicas lançadas anteriormente, como "NYC Bitche$", "queef" e "Yellow Ranger". O álbum foi escrito e co-produzido por Awkwafina. Ela gravou a versão original de "My vag" exclusivamente. on Garageband. A faixa "Mayor Bloomberg (Giant Margarita)" foi inspirada em New York soda ban.

## Referencias
1. ↑  Nickens, Margaret (11 de junho de 2014). «Awkwafina, Fierce e Hip Funny (Asian)Hop». Ms.
2. 1 2  «The rapper behind 'My Vag' breaks down her new album track by track». The Daily Dot
3. ↑  «Meet Awkwafina: an Asian Female Rapper on Vaginas, Tackling Racism & More». The Daily Beast. 14 de março de 2013
4. ↑  «13 Awkward Questions With Rapper Awkwafina». Mochi Magazine
5. ↑  Monk, Barnaby (3 de dezembro de 2014). «Mr. Spaghetti and the Yellow Ranger». San Diego Reader